# Le Rembrandt de la rue Lepic
Pour plus de détails, voir Fiche technique et Distribution.
Le Rembrandt de la rue Lepic est un film muet français réalisé par Jean Durand et sorti en 1910.

## Résumé
Dans une brasserie de la rue Lepic, un couple achète un soi-disant Rembrandt authentique. Une anglaise commandant une absinthe, s'assoit malencontreusement sur le tableau, qui reste imprimé sur son derrière. Furieuse de n'être pas servie, elle s'enfuit, pris en chasse par les consommateurs. Poursuites, cascades chez les particuliers...Enfin arrêtée, on s'aperçoit que le tableau était un faux.

## Fiche technique
- Réalisation : Jean Durand
- Production : Gaumont
- Editions : CCL
- Gene : Comédie
- Durée : 114 m pour une version en DVD de 5 min 40 s
- Sorti le 17/03/1911

## Distribution
- Clément Mégé : L'acheteur du Rembrandt
- Berthe Dagmar : La femme de l'acheteur du tableau
- Lucien Bataille (en travesti) : L'anglaise qui commande une absinthe
- Gaston Modot : Le rapin au large chapeau de la brasserie / Un homme attablé / Un homme au concert de piano
- Madame Bréon (sous réserve) : Une dame attablée qui reçoit un buffet sur la tête
- Jacques Beauvais : Un spectateur au concert de piano
- Ernest Bourbon: L'homme qui fesse l'Anglaise (à la fin du film)
- (?) : Le serveur de la brasserie
- Les Pouittes : Les clients et clientes de la brasserie